# Aldbourne
Aldbourne est un village et une paroisse civile du Wiltshire, en Angleterre. Il est situé dans le nord-est du comté, près des North Wessex Downs (en) à une quinzaine de kilomètres au sud-est au sud de la ville de Swindon.

## Toponymie
Aldbourne est un nom d'origine vieil-anglaise. Il désigne un ruisseau (burna) lié à un homme du nom d'Ealda. Il est attesté pour la première fois vers 970 sous la forme Ealdincburnan. Dans le Domesday Book, compilé en 1086, le village est appelé Aldeborne.

## Démographie
Au recensement de 2011, la paroisse civile d'Aldbourne comptait 1 833 habitants.